# Collinsia clypiella
Collinsia clypiella is een spinnensoort in de taxonomische indeling van de hangmatspinnen (Linyphiidae).
Het dier behoort tot het geslacht Collinsia. De wetenschappelijke naam van de soort werd voor het eerst geldig gepubliceerd in 1920 door Ralph Vary Chamberlin.